# Congreso General Nacional (remanente)
El 4 de agosto de 2014 una remanente de parlamentarios islamistas del Congreso General Nacional de Libia se negaron a ceder sus escaños, pese a haber sido derrotados en las elecciones de junio del mismo año por las fuerzas liberales y, no reconociendo el valor de los comicios, expresaron su intención de seguir legislando sobre la nación africana.

## Historia

### Formación
Apoyados en otras milicias islamistas surgidas a raíz de la Guerra de Libia de 2011, lograron mantener su control sobre Trípoli y sus alrededores, pese a que parte del Ejército se posicionara con los parlamentarios liberales, constituidos como la Cámara de Representantes de Libia. Ambos grupos intentaron extender su dominio mediante las armas, dando lugar a una nueva guerra civil.
El órgano legislativo, con sede en Trípoli, lo componían los antiguos diputados del Partido Justicia y Desarrollo (afiliados a los Hermanos Musulmanes) y un grupo de diputados independientes conocido como el Bloque de los Mártires. Su presidente era Nuri Abu Sahmain, quien ya ocupó el cargo cuando el mandato del órgano era legal. El Congreso nombró también un Ejecutivo, el llamado Gobierno de Salvación, y para el cargo de primer ministro designaron a Omar al-Hasi, un combatiente yihadista. Más tarde fue remplazado por el también islamista Jalifa al-Ghawil.

### Acuerdo político libio
Miembros de las cámaras de representantes y el Congreso Nacional General (GNC) firmaron un acuerdo político apoyado por las Naciones Unidas el 17 de diciembre de 2015. Según los términos del acuerdo, se formaría un consejo presidencial de nueve miembros y un Gobierno de Acuerdo Nacional interino de diecisiete miembros, con miras a celebrar nuevas elecciones dentro de dos años. La Cámara de Representantes continuaría existiendo como legislatura y se formaría un órgano asesor, que se conocería como Alto Consejo de Estado, con miembros designados por el Congreso Nacional General.
El primer ministro del Gobierno de Acuerdo Nacional (GNA), Fayez al-Sarraj, llegó a Trípoli el 30 de marzo de 2016. Al día siguiente, se informó que el GNA tomó el control de las oficinas del primer ministro y que el primer ministro designado por el GNC, Khalifa al-Ghawil, había huido a Misurata. El 1 de abril de 2016, el jefe de la oficina de medios del Gobierno de Salvación Nacional anunció que el GSN había dimitido y devuelto su autoridad al Congreso Nacional General. Los informes de los medios de comunicación también afirmaron que el Congreso Nacional General se había "prácticamente desintegrado".
El 5 de abril, el Gobierno de Salvación Nacional del Congreso Nacional General anunció que dimitiría, "cesaría sus operaciones" y cedería el poder al Consejo Presidencial.  Tras la disolución del GNC, exmiembros de ese organismo declararon la creación del Consejo de Estado, tal como lo prevé la LPA. 
El Congreso emitió un comunicado asegurando seguir teniendo la soberanía sobre Libia, si bien en la práctica quedaba disuelto.

### Toma de poder en octubre de 2016
El 15 de octubre de 2016, fuerzas leales al GNC tomaron el edificio del Alto Consejo de Estado y anunciaron el regreso del gabinete Ghawil. Luego se produjeron enfrentamientos entre los leales a Sarraj y las fuerzas de Ghawil. Luego se produjeron enfrentamientos entre los leales a Sarraj y las fuerzas de Ghawil.

### Segunda retirada de Trípoli
Los combates se extendieron a otras zonas de Trípoli el 14 de marzo. Las fuerzas del GNA habían recuperado el complejo Guest Palace y el hotel Rixos. El canal fue retirado del aire y uno de sus ayudantes también informó que Khalifa al-Ghawil había resultado herido en los enfrentamientos. Un acuerdo exigía la retirada de todos los grupos armados de Trípoli en 30 días.
El 28 de mayo, la 7.ª Brigada de la Guardia Presidencial (brigada al-Kani) de Tarhuna tomó el aeropuerto internacional de Trípoli como bando neutral después de que las milicias de Misrata leales a Khalifa al-Ghawil se retiraran de allí tras dos días de intensos enfrentamientos. Al día siguiente, la ciudad de Trípoli estaba totalmente bajo control de las fuerzas del GNA, y todas las fuerzas del GNC se retiraron como resultado de los enfrentamientos con las fuerzas del GNA.

### Primeros Ministros del Gobierno de Salvación Nacional
| Titular           | Título                                             | Inicio                  | final               |
| ----------------- | -------------------------------------------------- | ----------------------- | ------------------- |
| Omar al-Hassi     | Primer Ministro del Gobierno de Salvación Nacional | 6 de septiembre de 2014 | 31 de marzo de 2015 |
| Khalifa al-Ghawil | Primer Ministro del Gobierno de Salvación Nacional | 31 de marzo de 2015     | 1 de abril de 2016  |
| Khalifa al-Ghawil | Primer Ministro del Gobierno de Salvación Nacional | 14 de octubre de 2016   | 16 de marzo de 2017 |